# 페데리코 페르난데스
페데리코 페르난데스(Federico Fernández, 1989년 2월 21일 ~ )는 아르헨티나의 축구 선수다. 현재 알두하일에서 센터백으로 뛰고 있다.

## 클럽 경력
페르난데스는 2008년 아르헨티나의 에스투디안데스에서 데뷔하여 2009년 5월 2일 팀동료 후안 세바스티안 베론의 어시스트를 받아 라누스를 상대로 첫 프로경력 첫 골을 넣었다. 후에 에스투디안데스는 2009 코파 리베르타도레스에 우승하였지만, 페르단데스는 준결승전에서 데펜소르 CA를 상대로한 경기에서 두 경기 모두 후보 선수로 출장했다.
이후 2010년 12월에 3백만 유로로 추정되는 이적료로 세리에 A의 클럽 SSC 나폴리로 이적했으나 유럽 연합의 여권이 발급되지 않아 2011년 7월에 합류하였다. 2011년 11월 2일 챔피언스 리그 조별 예선전에서 바이에른 뮌헨을 상대로한 원정경기에서 선수경력 처음으로 두 골을 기록하지만 나폴리는 그 경기에서 3-2로 패배했다.
2014년 스완지 시티로 이적하며 프리미어리그에 입성한 그는 팀의 주전 센터백으로 활약하며 118경기를 소화했고, 2017-18 시즌 팀이 챔피언십으로 강등되자 뉴캐슬 유나이티드로 이적하며 계속해서 프리미어리그에서 활동하게 되었다.

## 국가대표팀 경력
페르난데스는 2009년 1월에 베네수엘라에서 열린 CONMEBOL U-20 축구 선수권 대회 아르헨티나 U-20 축구 국가대표팀에 뽑혔다. 2011년 4월 에콰도르와의 경기에서 성인 대표팀 데뷔전을 가졌고 2014년 FIFA 월드컵 아르헨티나 대표팀 명단에 포함되어 2-1로 승리한 보스니아 전에 출전하였다

### 국가대항전 득점 기록
| 골 | 날짜            | 장소                                            | 상대     | 점수 | 결과 | 대회     |
| -- | --------------- | ----------------------------------------------- | -------- | ---- | ---- | -------- |
| 1  | 2011년 5월 25일 | 아르헨티나, 레시스텐시아, 에스타디오 센테나리오 | 파라과이 | 2–1  | 4–2  | 친선경기 |
| 2  | 2012년 6월 9일  | 미국, 이스터러더퍼드, 메트라이프 스타디움       | 브라질   | 3–3  | 4–3  | 친선경기 |

## 수상 경력
에스투디안테스
- 코파 리베르타도레스: 2009
- 아르헨티나 프리메라 디비시온: 2010 아페르투라

나폴리
- 코파 이탈리아: 2010-11, 2013-14